# مريديث سو ويليس
مريديث سو ويليس (بالإنجليزية: Meredith Sue Willis)‏ (1946، كلاركسبورغ في الولايات المتحدة)؛ كاتِبة مُتخصِّصة في أدب الأطفال وروائية أمريكية. درست في كلية بارنارد.